# Hexafluoruro de selenio

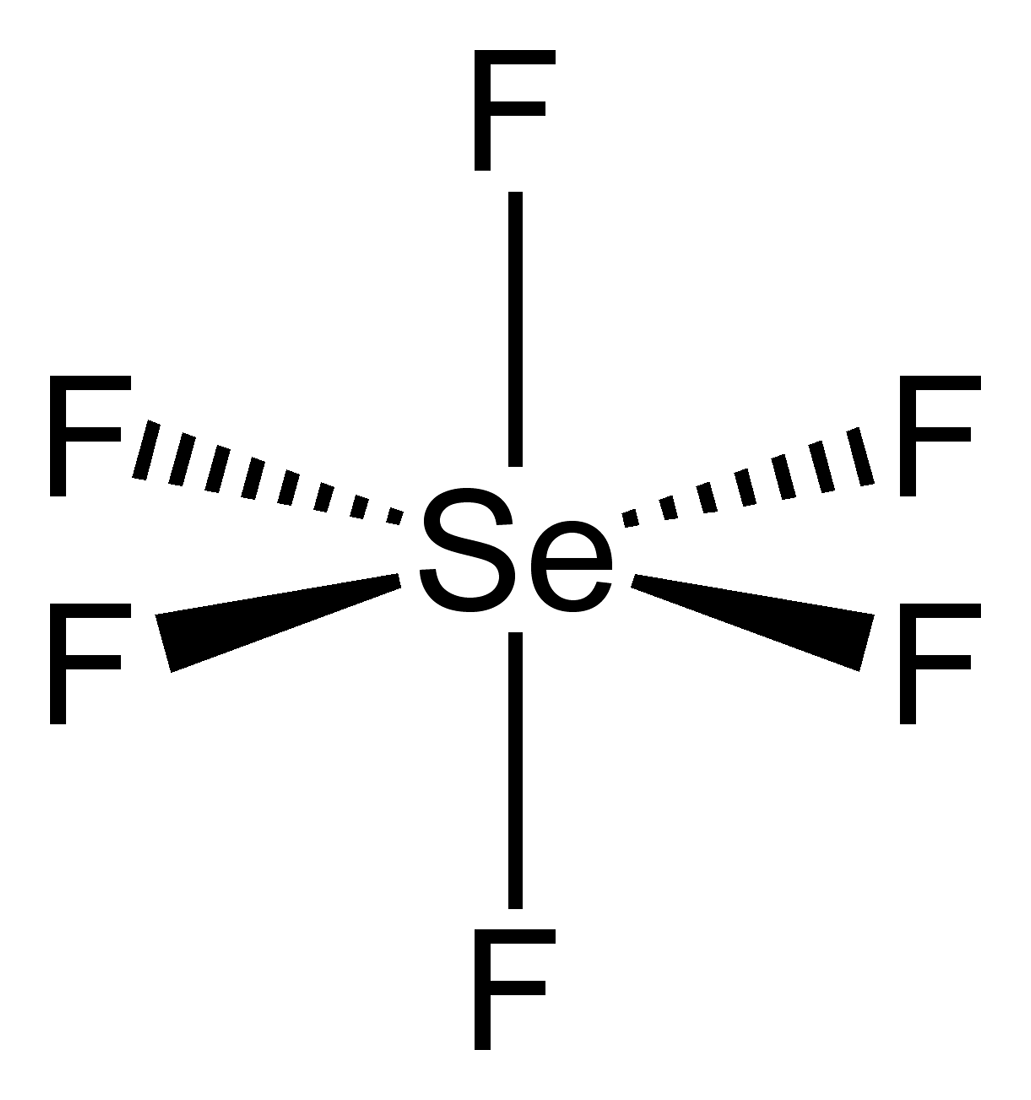
Fórmula química

El hexafluoruro de selenio, también conocido como fluoruro de selenio(VI), es un compuesto químico. Su fórmula química es SeF6. Contiene selenio en su estado de oxidación +6. También contiene iones de fluoruro.

## Propiedades
El hexafluoruro de selenio es un gas incoloro. Es mucho más reactivo y tóxico que el hexafluoruro de azufre. Tiene mal olor.

## Preparación
El hexafluoruro de selenio se obtiene calentando el selenio y el flúor juntos.

## Usos
Este compuesto químico no tiene ningún uso.